# Теракти в Могадішо (жовтень 2017)
Теракти в Могадішо — серія з двох вибухів, що сталися 14 жовтня 2017 року в столиці Сомалі Могадішо, у результаті яких вибухнули 2 заміновані автомобілі. Жертвами терористичної атаки стали принаймні 587 осіб, ще декілька сотень мирних мешканців отримали поранення різної ступені важкості.

## Перебіг подій та реакція
Спершу злетіла в повітря начинена вибухівкою вантажівка. Вона вибухнула навпроти популярного в сомалійській столиці країни готелю «Safari», який знаходиться у Ходанському районі. Внаслідок цього будівля зруйнувалася повністю, поховавши під уламками сотні мирних мешканців. Переважна більшість жертв — це цивільні особи, головним чином вуличні торговці, що продавали свою продукцію на велелюдному ринку. Багато людей померли на місці, деякі поранені були спотворені опіками до невпізнання. Потужності вибуху вистачило, щоб перетворити в руїни і прилеглий квартал ресторанів та урядових будівель, зокрема зазнало пошкоджень катарське посольство.
Ще одна бомба вибухнула в той же день в урядовому районі Мадіна, забравши життя двох людей. Жодне угруповання не визнало своєї відповідальності у скоєнні атак. Проте сомалійська влада звинуватили в організації вибухів пов'язане з Аль-Каїдою радикальне угруповання «Аш-Шабаб», яке веде збройну боротьбу проти центрального уряду і на рахунку якої десятки терактів на території країни. Загалом даний теракт став наймасштабнішим за останнє десятиліття не тільки в Сомалі, але і на території Африки в цілому.
В ООН теракти назвали «безпрецедентними», а в уряді Сомалі — «національною катастрофою». Президент країни Мохамед Абдуллагі Мохамед оголосив 3-денний національний траур.

## Галерея
|  |  |  |  |  |  |  |
|  |  |  |  |  |  |  |